# Kelubi
Kelubi is een bestuurslaag in het regentschap Belitung Timur van de provincie Bangka-Belitung, Indonesië. Kelubi telt 2337 inwoners (volkstelling 2010).